# 李鄭屋官立小學

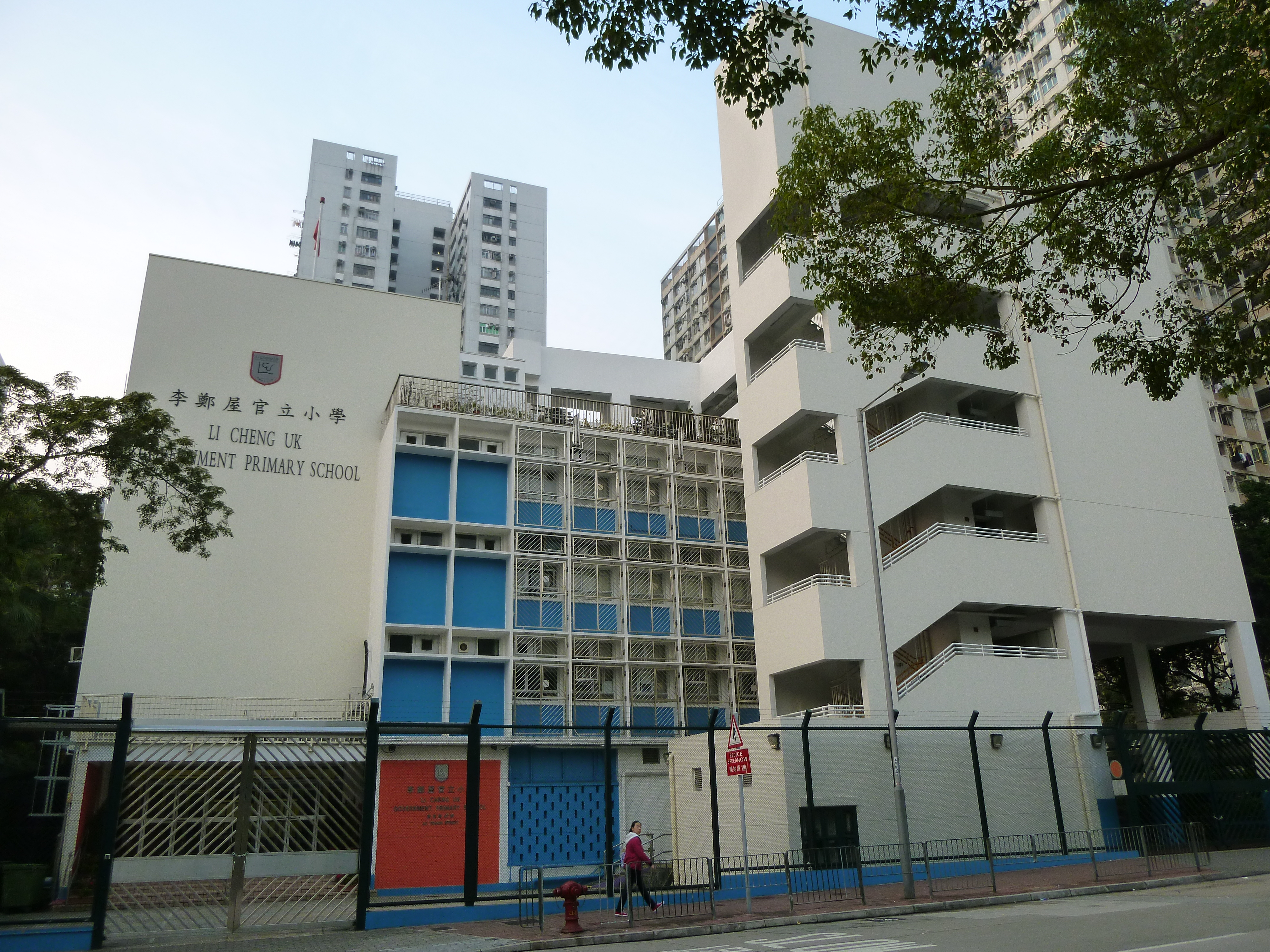
翻油前的李鄭屋官立小學校舍

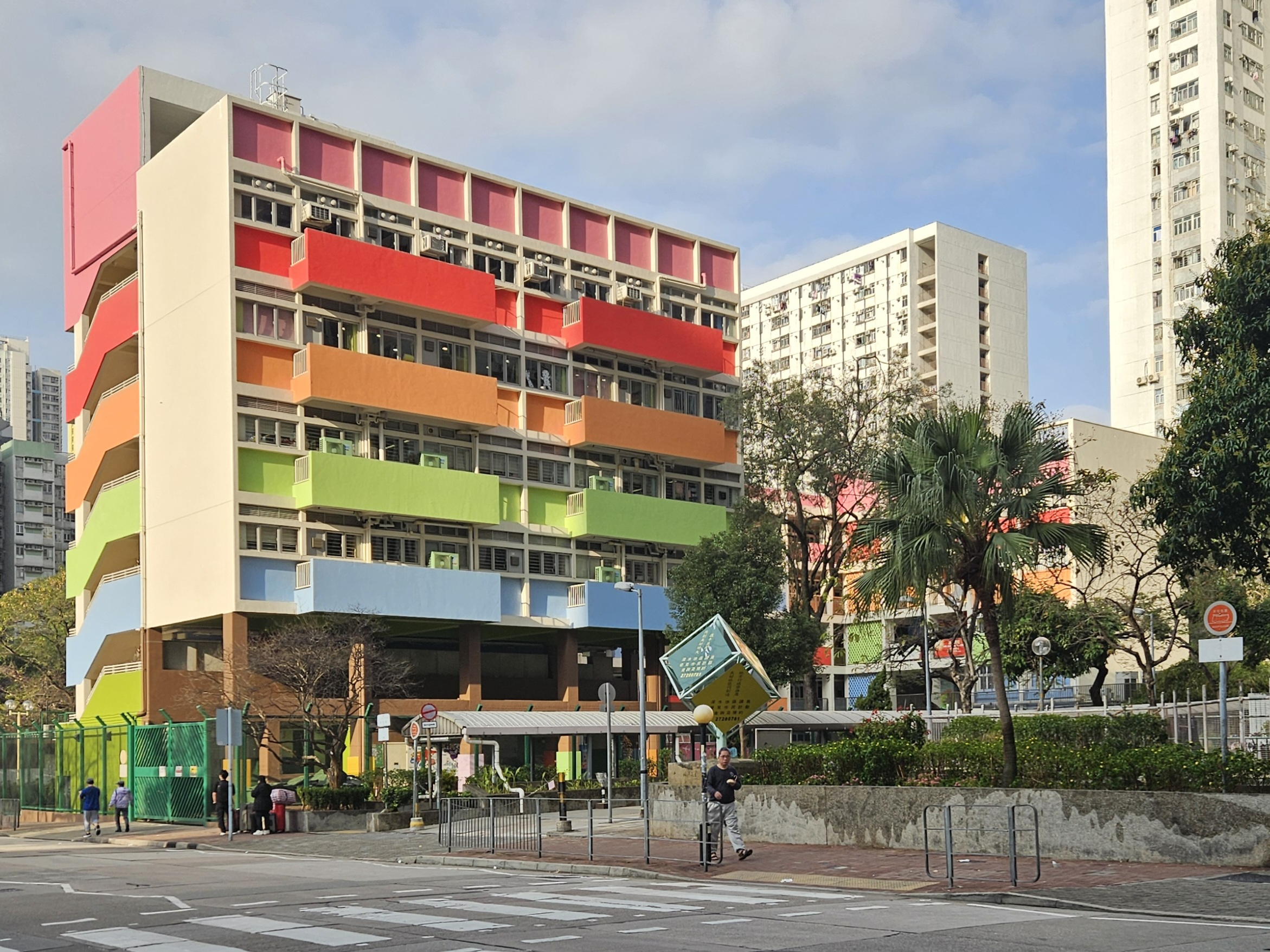
李鄭屋官立小學校舍

李鄭屋官立小學（英語：Li Cheng Uk Government Primary School）是位於香港深水埗區的一間小學，於1958年成立。現時除各語文科外，其餘科目均以英語授課。

## 校政管理
歷任校監
- 陳碧華 女士

歷任校長
- 楊茂英 先生（上午校）[3]
- 潘增鴻 先生（下午校）
- 曾葉少卿 女士（上午校）[4]
- 簡伯康 先生（下午校）
- 嚴錠 先生（上午校）[5]
- 歐陽潤孫 先生（下午校）[6]
- 徐秀雯 女士

歷任副校長
- 鄧瑞芬 女士
- 李廣容 先生
- 梁德婷 女士

## 歷史
李鄭屋官立小學於1958年創校，初期以中文作為教學語言，當時學校亦設有較特別的科目：如木工科和家政科。自1984年起，學校當時採用了中、英文教學語言並用政策，其目的是為了顧及居住在九龍及新界的少數族裔學生的需要。同時，因每年少數族裔學生的報讀人數逐漸增加，於是增加班級以應付需求。
1995年9月起，為配合自己教育的目標，加入「學校管理新措施」以應付將來社會所帶來的挑戰。1996年7月，學校正式全面以英語作為教學語言。校內學生來自巴基斯坦、尼泊爾、印度、菲律賓、中國、非洲、孟加拉等地。除本科用中文教學之外，其餘科目以外語教授。

### 學校設備
學校有25個課室、1個禮堂、兩個操場、1個圖書館、11個特別室（美勞室、音樂室、多用途室、電腦室、加強教學輔導室、閱覽室、教師休息室、輔導室、會客室、學生活動室、語言室），亦設有升降機設施用以支援有特殊學習需要的人士。

## 課外活動
該校設有30組長週課外活動，包括木球隊、女童軍、舞獅隊、民族舞組、手工藝組、領袖訓練組、男童軍、合唱團、花式跳繩、太陽小子計劃等，此外，各科亦有舉辦參觀活動及教育性講座。安排文化日，文化表演項目讓學生對各地文化有認識及學懂互相尊重。

## 著名/傑出校友
- 胡敦靄（1962年下午校小六）：前香港浸會大學經濟學系副教授
- 岑建勳（1965年畢業）：香港資深傳媒人[7]
- 曾守明（1970年下午校）：香港已故男演員[註 1]
- 辛格·哈提汗·比托（Bitto）：香港男演員
- 賴汝樞：前香港足球運動員

## 爭議事件

### 大量教職員自願離職
2017年，校園內多名已任職多年的老師都自願調職；此外，有多名合約制教師不獲續約。同學除憂慮教學質素嚴重受影響外，此舉亦被同學質疑是有資深同事不滿何美蓮上任後的各種政策。
至2018年，再有職員被調任或離職，校內工作風氣萎靡不振，許多老師不滿何美蓮的獨裁政策及一意孤行的態度，在校內被稱為「土皇帝」。

## 外部連結
- 李鄭屋官立小學 - 學校網站 （页面存档备份，存于）
- 李鄭屋官立上午小學 - Facebook
- 李鄭屋官立小學舊生通訊錄[]
- 李鄭屋官立小學上午校(前期師生) （页面存档备份，存于）